# Ковганюк, Степан Петрович
Степан Петрович Ковганюк (1902—1982) — украинский советский писатель, переводчик и редактор. Член Союза писателей Украины (с 1953). Заслуженный деятель культуры Польши (1972). Лауреат литературной премии им. М. Рыльского (1975).

## Биография
Родился в крестьянской семье. В 1921 году окончил учительский техникум в г. Тальное. Учительствовал. С 1927 года работал литературным редактором в харьковских журналах, в 1934—1941 — в издательствах «Молодой большевик», Детиздат УССР, «Советский писатель». В 1936—1938 годах обучался в Харьковском педагогическом институте, позже работал учителем.
Участник Великой Отечественной войны. Служил в разведке стрелкового полка. Имеет боевые награды.
После окончания войны — сотрудник редакции Одесской областной газеты «Черноморская коммуна», много лет был её литературным редактором, с 1954 года занимался творческой деятельностью.

## Творчество
Дебютировал в 1928 году с рассказом «Портсигар» в журнале «Рабселькор». Издал сборник рассказов «Маневры» (Харьков, Киев, 1930), посвящённый червонному казачеству.
В последующем работал в области художественного перевода.
Перевёл с русского языка романы «Пётр Первый» (кн. 1, Харьков; Одесса, 1935; кн. 1-3, Киев, 1953), «Хождение по мукам» (Киев, 1951) А. Н. Толстого, «Обломов» И. А. Гончарова (К .; О., 1936; 1938; 1950; 1982), «Белеет парус одинокий» В. Катаева (К .; О., 1937; Х., 1938, О., 1950; К., 1954), «Рождённые бурей» Н. Островского (1940; 1947; 1952), «Степан Разин» С. Злобина (в 2-х кн., 1953), «Контрудар» И. Дубинского (1958), «Тихий Дон» М. Шолохова (в 4-х кн., 1961), хронику "Былое и думы" А. Герцена (1957), повесть «Путешествие с удовольствием и не без морали» Т. Шевченко (в сборнике «Повести» Т. Шевченко, 1964; все — Киев); с белорусского языка — сборник рассказов «Жатва» В. Коваля (Х., 1930), роман «Источники» И. Шамякина (1959); с польского языка — романы «Крестоносцы» Г. Сенкевича (т. 1-2, 1960; 1965), «Лесное море» И. Неверли (1962), «Хвала и слава» Я. Ивашкевича (в 3-х т., т. 1 , 1966), «Кукла» Б. Пруса (1970), «История греха» С. Жеромского (1970; 1977; все — Киев); с итальянского языка — роман «Спартак» Р. Джованьоли (Х .; А., 1937; Х., 1939).
Автор книги «Практика перекладу: з досвіду перекладача» (К., 1968). Оставил воспоминания «На довгій ниві» (в 5-ти книгах).
Награждён орденами Славы 3-й степени, «Знак Почёта», медалями СССР, литературной премией им. М. Рыльского (1975).